# Cybianthus duckei
Cybianthus duckei là một loài thực vật có hoa trong họ Anh thảo. Loài này được R.E.Schult. mô tả khoa học đầu tiên năm 1951.